# سرطان المهبل الغدي ذو الخلايا الصافية
السرطان الغدي ذو الخلايا الصافية في المهبل هو نوع نادر من سرطان المهبل، يحدث عادةً في الإناث اللواتي قامت أمهاتهن بأخذ عقار ثنائي إيثيل تيلبوستيرول أثناء الحمل؛ و هو عبارة عن إستروجين مخلّق كان يعتقد خطأً أنه يمنع الإجهاض. يأخذ الورم شكل السليلة، تصاب به الإناث في سن المراهقة أو العشرينيات، ولأن مادة ثنائي إيثيل تيلبوستيرول كانت تستخدم من فترة تتجاوز ال35 عاماً؛ أصبحت الإصابة به أندر من ذي قبل.، و قد تصاب به أيضاً النساء بعد سن اليأس من دون تعرض لثنائي إيثيل تيلبوستيرول.

## الانتشار
نادر جداً، يمثل 5-10% من سرطان المهبل الأولي، التوزيع العمري ثنائي المنوال؛ فالمتوسط 22 عاماً لمن تعرضن لمادة ثنائي إيثيل تيلبوستيرول، و 55 عاماً للنساء بعد سن اليأس اللواتي لم يتعرضن لثنائي إيثيل تيلبوستيرول لكن قد يكن مصابات بالانتباذ البطاني الرحمي.
و قد كان يعتقد أن الإناث اللواتي تعرضن لثنائي إيثيل تيلبوستيرول غير معرضات للورم بعد سن الثلاثين، لكن تم الإبلاغ عن حالات أصيبت في سن الأربعين والخمسين.

## الأسباب
- ثنائي إيثيل تيلبوستيرول: يحدث بنسبة 70% فيمن تعرضن لمادة ثنائي إيثيل تيلبوستيرول أثناء الحمل، وأغلب الحالات ولدت من عام 1947 حتى 1971 حيث كان هذا العقار يوصف عادة للحوامل في الولايات المتحدة الأمريكية.
- الانتباذ البطاني الرحمي في المهبل وما حوله قد يكون نذيراً للإصابة بالسرطان الغدي ذي الخلايا الصافية فيمن لم تتعرضن لثنائي إيثيل تيلبوستيرول، ونسبة الإصابة تتراوح بين 4% و 11% في حالات الانتباذ البطاني الرحمي.
- الغداد المهبلي: يكون مصحوباً بالسرطان الغدي المهبلي ذي الخلايا الصافية في 90% من الحالات؛ مما يرجح أن الغداد نذير للإصابة.[2]

## الأعراض
- 16-25% بلا أعراض.
- إفرازات و نزيف مهبلي.
- نزيف ما بعد سن اليأس.
- قد ينتشر الورم عن طريق الليمف أو الدم؛ ليصل إلى العقد اللمفاوية القريبة و الرئتين والكليتين والبريتون والمبيض والكبد والمخ.
- قد يؤدي إلى اندحاس قلبي وانصباب تاموري.

### أمراض مصاحبة
- عيوب خلقية في الجهاز التناسلي البولي بدون تعرض لثنائي إيثيل تيلبوستيرول؛ بسبب عيوب في الكلوة الجنينية الموسّطة والتالية و قناتي مولر.
- ارتفاع احتمالية الإصابة بالميلانوما في سن صغيرة.[2]

## التحري
تبعاً لمراكز مكافحة الأمراض واتقائها، يجب أن تخضع الفتيات اللواتي تعرضن لثنائي إيثيل تيلبوستيرول لفحص الحوض واختبار لطاخة بابا نيكولا سنوياً نظراً لارتفاع خطر إصابتهن بالورم طوال حياتهن حتى بعد استئصال الرحم؛ فعلى الرغم من استئصال عنق الرحم، إلا أن المهبل لا يزال باقياً.
لكن التوجيهات الحديثة لعام 2012 سمحت لبعض النساء بتخطي اختبار لطاخة بابا نيكولا السنوي، ما لم تقبله فرقة الخدمات الوقائية الأمريكية.

## العلاج
- الجراحة هي العلاج الأساسي للحالات المبكرة
- الأورام الصغيرة تتم إزالتها جراحياً ثم تقييم العقد اللمفاوية خلف الصفاق ثم العلاج الإشعاعي موضع الورم
- الأورام الصغيرة تستخدم المعالجة الكيميائية والإشعاعية قبل الجراحة.
- في المرحلة الأولى أو الثانية المبكرة:
- العلاج الجراحي باستئصال الرحم الجذري مع استئصال المهبل كلياً أو جزئياً واستئصال العقد اللمفاوية في الحوض و إعادة بناء المهبل إن أمكن ويتم الحفاظ على المبيض، و بعد الجراحة قد يستخدم العلاج الكيميائي (باكليتاكسيل و كاربوبلاتين).

و ينبغي إجراء متابعة طويلة المدى عن طريق فحص عينات من المهبل وعنق الرحم.

## توقع سير المرض
يختلف عن سرطانة الخلايا الحرشفية في المهبل؛ فمعدل البقاء على قيد الحياة لخمس سنوات في حالة سرطان المهبل الغدي ذو الخلايا الصافية الموضعي أعلى، لكن مع خطر أكبر للرجوع بعد عامين إلى ثمانية أعوام.
و التوقع أسوأ فيمن لم يتعرضن لثنائي إيثيل تيلبوستيرول مقارنةً بمن تعرضن له.

## التسمية
الخلايا الصافية غنية بالجليكوجين و هو المسئول عن شكل الخلايا مجهرياً؛ ومن ثم سميت بالخلايا الصافية.

## التاريخ
تم وصف الإستروجين المخلّق ثنائي إيثيل تيلبوستيرول لملايين الحوامل اللواتي تعرضن للإجهاض من قبل، أو المصابات بالسكري أو النزيف أثناء الحمل أو المعرضات للإجهاض أو الولادة المبكرة في الولايات المتحدة الأمريكية و غيرها من الدول، وتم استخدامه في السنوات 1938-1971 بدون قيود، وعالمياً استمر حتى 1980، وكان يعطى عن طريق الحقن، ثم استخدم في صورة أقراص، كما تمت إضافته لفيتامينات ما قبل الولادة.
و في نهاية الستينيات حتى 1971، تم تشخيص العديد من الفتيات في سن المراهقة حتى العشرينيات بسرطان المهبل الغدي ذو الخلايا الصافية الذي لا تصاب به النساء عادةً إلا بعد سن اليأس، ثم ربط أطباء مستشفى ماساتشوستس العام في بوسطن بين التعرض لثنائي إيثيل تيلبوستيرول أثناء الحمل والإصابة بسرطان المهبل الغدي ذي الخلايا الصافية في هؤلاء الفتيات صغار السن، وقد حددوا احتمالية إصابة هؤلاء الفتيات بواحدة من كل ألف فتاة.

## روابط خارجية
- sciencedirect
- webpathology